# Jeon Hee-sook
Dans ce nom coréen, le nom de famille, Jeon, précède le nom personnel Hee-sook.
Jeon Hee-sook, née le 16 juin 1984, est une escrimeuse sud-coréenne pratiquant le fleuret.
Après avoir été très régulière en tournois de Coupe du monde en se hissant régulièrement sur le podium, Jeon Hee-sook réalise son plus beau résultat en remportant la médaille d'argent des championnats du monde d'escrime 2009 à Antalya.

## Palmarès
- Championnats du monde d'escrime
  -  Médaille d'argent aux Championnats du monde d'escrime 2009 à Antalya
  -  Médaille de bronze aux Championnats du monde d'escrime 2011 à Catane